# Prinia cinereocapilla
Prinia cinereocapilla là một loài chim trong họ Cisticolidae.